# Aczino
Mauricio Hernández González (La Paz, zvezna država Mehika, 2. julij 1991), popularno znan kot Aczino, je raper in freestyler mehiškega rapa. Velja za enega najpomembnejših rap freestyleistov z okoli 20 mednarodnimi naslovi in več priznanji na regionalnih turnirjih v različnih državah.